# Cristóbal de Ordóñez
Cristóbal de Ordóñez fue un explorador, hijodalgo y conquistador español, conocido con el mote de “El Castellano”, recordado por haber participado en las primeras expediciones de exploración en el estado de Jalisco; ser el fundador de varios asentamientos en la región, y además haber sido alcalde de Villa Purificación y encomendero de Ayutla.

## Familia
Cristóbal de Ordóñez fue hijo del conquistador Diego de San Martín y de Elvira Ordóñez. Tuvo dos hermanos: Juana Velázquez, que casó con el Capitán Diego Vázquez de Buendía; y Juan Michel, conocido como “El Montañés”, que nació por el año 1503.

### Los Michel-Ordóñez
Su hermano el conquistador Juan Michel casó con Catalina Mena, que fue la viuda de Francisco de la Mota y se hizo cargo de los hijos de estos como si fueran suyos; pero Juan Michel no tuvo hijos propios. Para que el apellido sobreviviera, su hermano Cristóbal de Ordóñez decidió pasar el apellido Michel a sus hijos como un apellido compuesto: Michel-Ordóñez y como tal permaneció hasta finales del siglo XVIII. Más o menos a partir del siglo XIX este apellido se redujo solamente a Michel por costumbres de la época. 
|  |                                  |  |  |  |  |  |  |  |  |  |  |  |  |  |  |  |
|  | 4. Michel de Aloz, Mayor de León |  |  |  |  |  |  |  |  |  |  |  |  |  |  |  |
|  |                                  |  |  |  |  |  |  |  |  |  |  |  |  |  |  |  |
|  |                                  |  |  |  |  |  |  |  |  |  |  |  |  |  |  |  |
|  | 2. Diego de San Martín           |  |  |  |  |  |  |  |  |  |  |  |  |  |  |  |
|  |                                  |  |  |  |  |  |  |  |  |  |  |  |  |  |  |  |
|  |                                  |  |  |  |  |  |  |  |  |  |  |  |  |  |  |  |
|  | 5. Isabel de Haro                |  |  |  |  |  |  |  |  |  |  |  |  |  |  |  |
|  |                                  |  |  |  |  |  |  |  |  |  |  |  |  |  |  |  |
|  |                                  |  |  |  |  |  |  |  |  |  |  |  |  |  |  |  |
|  | 1. Cristóbal de Ordóñez          |  |  |  |  |  |  |  |  |  |  |  |  |  |  |  |
|  |                                  |  |  |  |  |  |  |  |  |  |  |  |  |  |  |  |
|  |                                  |  |  |  |  |  |  |  |  |  |  |  |  |  |  |  |
|  | 6. Juan de Mateos                |  |  |  |  |  |  |  |  |  |  |  |  |  |  |  |
|  |                                  |  |  |  |  |  |  |  |  |  |  |  |  |  |  |  |
|  |                                  |  |  |  |  |  |  |  |  |  |  |  |  |  |  |  |
|  | 3. Elvira Ordóñez                |  |  |  |  |  |  |  |  |  |  |  |  |  |  |  |
|  |                                  |  |  |  |  |  |  |  |  |  |  |  |  |  |  |  |
|  |                                  |  |  |  |  |  |  |  |  |  |  |  |  |  |  |  |
|  | 7. Olaya Ordóñez                 |  |  |  |  |  |  |  |  |  |  |  |  |  |  |  |
|  |                                  |  |  |  |  |  |  |  |  |  |  |  |  |  |  |  |
|  |                                  |  |  |  |  |  |  |  |  |  |  |  |  |  |  |  |